# Kviströms naturreservat

Kviström är ett naturreservat i Foss socken i Munkedals kommun i Bohuslän.
Reservatet är skyddat sedan 1991 och är 21 hektar stort. Det är beläget på östsidan av Örekilsälvens dalgång alldeles intill Munkedals samhälle vid Kviström och består av Klevabergets rasbrant mot väster. 

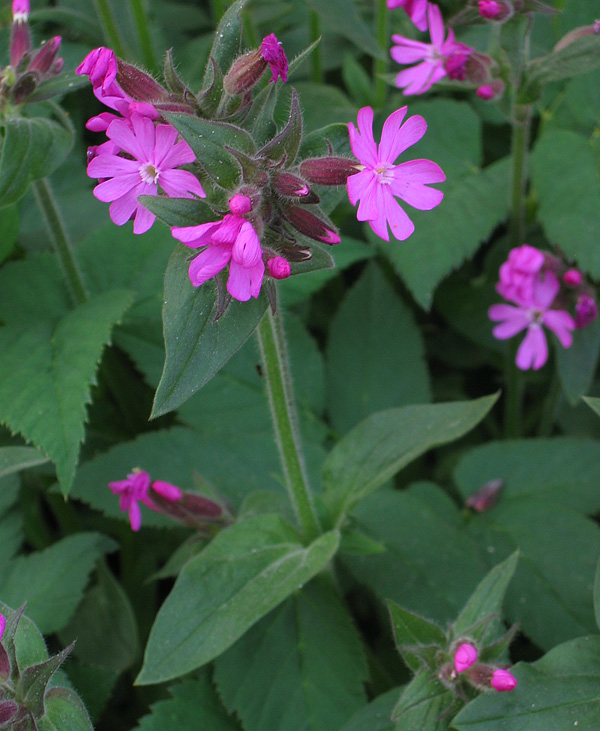
Rödblära

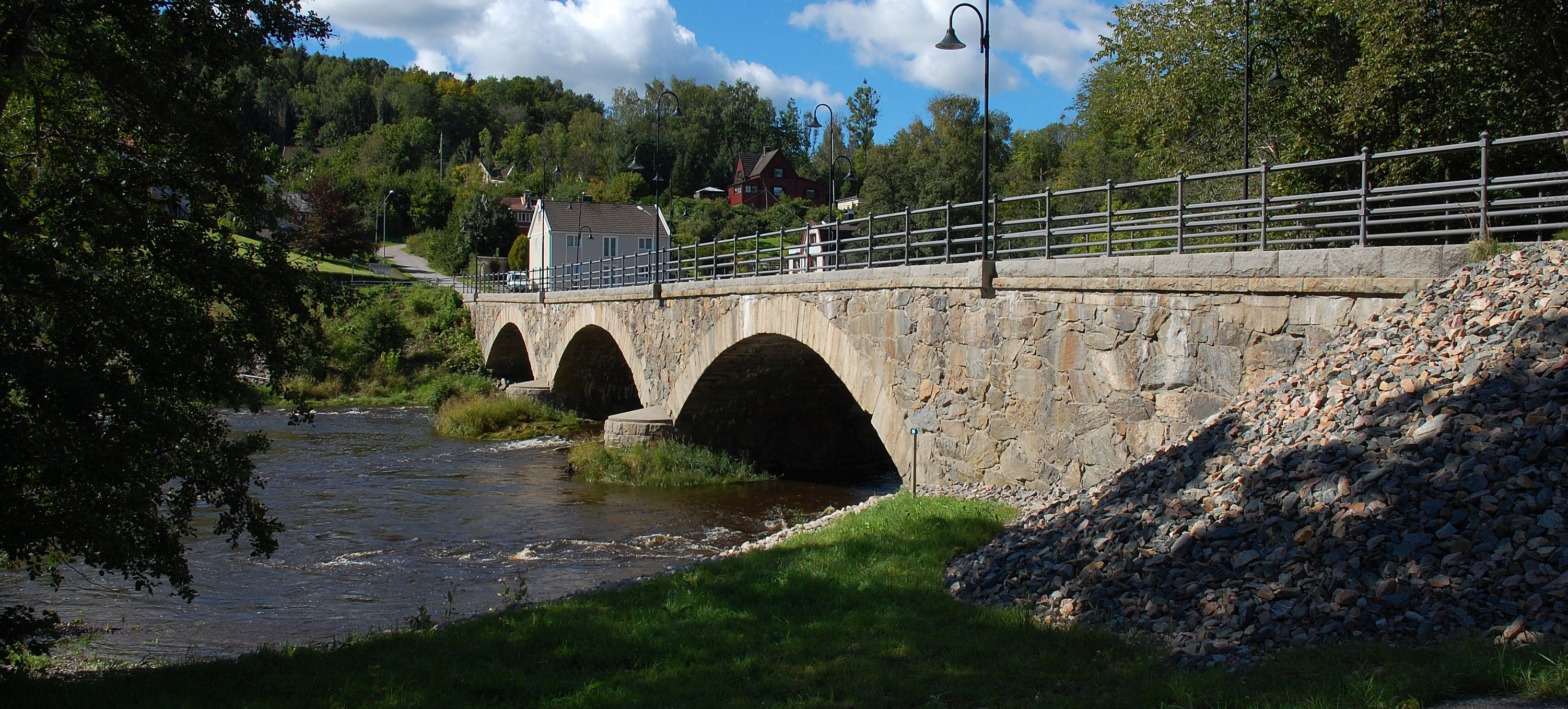
Bron över Örekilsälven vid Kviström

Berggrunden består av gnejs med inslag av kalkhaltig dioritskiffer. Tillsammans utgör de goda förutsättningarna för en rik flora. Klevabäcken störtar sig nedför bergsbranten i ett 15 meter högt vattenfall. Nedanför berget har bäcken grävt sig djupt ner och skapat ett kuperat ravinlandskap. I bäckravinen och uppför sluttningarna i området växer lövskog med framför allt alm, ask, lind, lönn, ek och hassel. Floran är rik med bl.a. blåsippa, gullpudra, vårlök, kärrfibbla, springkorn, hässleklocka, liten nunneört, rödblära, och kransrams. På klipphyllor växer den i Bohuslän ovanliga murrutan. Beroende på årstid kan gärdsmyg, rödhake, ormvråk ses i området.
Området förvaltas av Västkuststiftelsen.